# Spherillo tomiyamai
Spherillo tomiyamai är en kräftdjursart som beskrevs av Nunomura 1991. Spherillo tomiyamai ingår i släktet Spherillo och familjen Armadillidae. Inga underarter finns listade i Catalogue of Life.